# Gerth Mikaelsen
Gerth Mikaelsen (* 21. Juni 1979 in Isertoq) ist ein grönländischer Politiker (Naleraq).

## Leben
Gerth Mikaelsens Eltern sind der Politiker Vittus Mikaelsen (1951–2017) und die Gesundheitshelferin Debo Mukaq Kristiane Dora (* 1953). Er ist der jüngere Bruder des Politikers Dines Mikaelsen (* 1977). Mit seiner Frau Louise hat er drei Kinder und er und seine Frau haben beide Kinder aus früheren Beziehungen.
Gerth Mikaelsen war 18 Jahre alt, als er 1998 als erster Ostgrönländer das Inlandeis überquerte und als erster Grönländer die Strecke kurz hintereinander in beide Richtungen zurücklegte, wofür er mit einem Preis von Ejnar Mikkelsens Mindefond ausgezeichnet wurde. Er arbeitete von 1998 bis 2004 als Fischer und Jäger und zudem als Touristenguide. Von 2005 bis 2009 machte er eine Lehre als Elektriker, die er jedoch nicht abschloss. Von 2008 bis 2013 war er Arbeiter, bevor er eine Gymnasialausbildung in Qaqortoq begann. 2015 wechselte er ans Gymnasium in Sisimiut, das er 2017 abschloss. Er begann anschließend eine Ausbildung als Sozialberater, die er jedoch abbrach. 2018 begann er ein Studium als Fischereiingenieur an der DTU in Dänemark, das er jedoch wegen Corona abbrechen musste. Von 2020 bis 2024 vollführte er schließlich eine Ausbildung als Elektriker.
Er kandidierte erstmals bei der Parlamentswahl in Grönland 2025 und erhielt 95 Stimmen für die Naleraq, genauso viele wie Juno Berthelsen. Er gewann anschließend die Losziehung für den letzten Sitz im Inatsisartut. Bei der Kommunalwahl im Monat darauf kandidierte er erfolglos für den Rat der Kommuneqarfik Sermersooq.